# Barbi Benton
Barbara Lynn Klein (New York, 28 gennaio 1950) è una modella, cantante, attrice e personaggio televisivo statunitense.

## Discografia

### Album in studio
- 1975 – Barbi Doll
- 1975 – Barbi Benton
- 1976 – Something New
- 1978 – Ain't That Just the Way
- 1988 – Kinetic Voyage

### Singoli
- 1975 – Brass Buckles
- 1975 – Movie Magazine, Stars in Her Eyes
- 1975 – Roll You Like a Wheel (con Mickey Gilley)
- 1975 – Ain't That Just The Way (That Life Goes Down)
- 1976 – Staying Power

## Filmografia

### Cinema
- Dove vai senza mutandine? (Mir hat es immer Spaß gemacht), regia di Will Tremper (1970)
- Hospital Massacre, regia di Boaz Davidson (1981)
- Deathstalker, regia di James Sbardellati (1983)

### Televisione
- Laugh-In – serie TV, 6 episodi (1968-1972) - non accreditata
- Marcus Welby (Marcus Welby, M.D.) – serie TV, episodio 4x03 (1972)
- The Great American Beauty Contest, regia di Robert Day – film TV (1973)
- La terza ragazza a sinistra (The Third Girl from the Left), regia di Peter Medak – film TV (1973)
- Uno sceriffo a New York (McCloud) – serie TV, episodio 6x01 (1975)
- The Bobby Vinton Show – serie TV, episodio 2x20 (1977)
- Sugar Time (Sugar Time!) – serie TV, 13 episodi (1977-1978)
- Vega$ – serie TV, episodio 2x05 (1979)
- Angeli volanti (Flying High) – serie TV, episodio 1x16 (1979)
- Ore 17: quando suona la sirena (When the Whistle Blows) – serie TV, episodio 1x07 (1980)
- Il giallo più pazzo del mondo (For the Love of It), regia di Hal Kanter – film TV (1980)
- Charlie's Angels – serie TV, episodio 5x05 (1980)
- CHiPs – serie TV, episodi 4x14-4x15 (1981)
- Lobo (The Misadventures of Sheriff Lobo) – serie TV, episodio 2x11 (1981)
- Fantasilandia (Fantasy Island) – serie TV, 8 episodi (1978-1982)
- Matt Houston – serie TV, episodio 1x12 (1983)
- L'ora del mistero (Hammer House of Mystery and Suspense) – serie TV, episodio 1x11 (1984)
- Mike Hammer investigatore privato (Mike Hammer) – serie TV, episodio 2x04 (1984)
- La signora in giallo (Murder, She Wrote) – serie TV, episodio 2x16 (1986)
- Riptide – serie TV, episodio 3x16 (1986)
- Love Boat (The Love Boat) – serie TV, 6 episodi (1978-1987)